# Timesius vesicularis
Timesius vesicularis is een hooiwagen uit de familie Stygnidae.